# Sandy Denny
Alexandra "Sandy" Elene MacLean Denny (Londres, 6 de janeiro de 1947 —  Londres, 21 de abril de 1978) foi uma cantora e compositora britânica que foi vocalista da banda britânica de folk rock Fairport Convention. Ela foi descrita como "a preeminente cantora de folk rock britânica".
Depois de trabalhar brevemente com os Strawbs, Denny se juntou a Fairport Convention em 1968, permanecendo com eles até 1969. Ela formou a curta banda Fotheringay em 1970, antes de se dedicar a uma carreira solo. Entre 1971 e 1977, Denny lançou quatro álbuns solo: The North Star Grassman e os Ravens, Sandy, Like an Old Fashioned Waltz and Rendezvous. Ela também dueto com Robert Plant em "The Battle of Evermore" para o álbum Led Zeppelin IV em 1971. Denny morreu em 1978 na idade de 31 devido a lesões e problemas de saúde relacionados ao abuso de álcool. 
As publicações musicais Uncut e Mojo descreveram Denny como a melhor cantora e compositora britânica. Sua composição "Who Knows Where the Time Goes?" Foi gravada por Judy Collins, Eva Cassidy, Nina Simone, 10 000 Maniacs e Cat Power. Seu trabalho gravado foi o assunto de várias reedições, junto com uma riqueza de material inédito que apareceu ao longo de mais de 40 anos desde sua morte, principalmente incluindo uma caixa de 19 CDs lançada em novembro de 2010.

## Discografia

### Álbuns de estúdio solo
- The North Star Grassman and the Ravens (1971)
- Sandy (1972)
- Like an Old Fashioned Waltz (1974)
- Rendezvous (1977)

### Álbuns solo ao vivo
- The BBC Sessions 1971–1973 (1997)
- Gold Dust (1998) (gravação ao vivo da turnê final, 1977)
- Live at the BBC (compilação de 4 discos de 2007)
- Sandy – edição Deluxe, 2012 - inclui "Live at Ebbetts Field" (show inédito no disco 2)

### Com outros
As colaborações de Denny com outros artistas, incluindo Alex Campbell, The Strawbs, Fairport Convention, Fotheringay e The Bunch, junto com vários lançamentos póstumos e álbuns de compilação, são detalhadas mais adiante na página de discografia de Sandy Denny.